# بطولة بغداد 2003
بطولة بغداد 2003، يشار إليها عادة باسم كأس النخبة العراقية 2003، كانت النسخة الثالثة عشرة من بطولة كأس النخبة العراقية، التي نظمها الاتحاد العراقي لكرة القدم، والأولى منذ إعادة تسميتها من بطولة أم المعارك إلى بطولة بغداد. تنافست الفرق الثمانية الأولى في جدول الدوري في نهاية الجولة 27 من دوري الدرجة الأولى العراقي الملغى 2002–03 في البطولة.
بدأت المسابقة في 1 أكتوبر 2003، مع إلغاء مباراة تحديد المركز الثالث وتأجيل المباراة النهائية إلى 5 يناير 2004 لأسباب أمنية بسبب مشكلة الجماهير التي حدثت في الدور نصف النهائي. وفي المباراة النهائية التي أقيمت على ملعب الزوراء انتصر الزوراء على الطلبة 5-4 بركلات الترجيح بعد تعادل 2-2 وشهدت ثلاث بطاقات حمراء. تبين أن هذه هي النسخة الأخيرة من كأس النخبة العراقية.